# Baisha, Shanghang
Baisha är en köping i sydöstra Kina. Den ligger i Shanghang härad i staden Longyan i provinsen Fujian, omkring 290 kilometer väster om provinshuvudstaden Fuzhou. Antalet invånare är 16 669. Befolkningen består av 8 177 kvinnor och 8 492 män. Barn under 15 år utgör 17,0 %, vuxna 15-64 år 67 %, och äldre över 65 år 15,0 %.